# レスポール・ジュニア
ギブソン・レスポール・ジュニア (Gibson Les Paul Junior)はギブソン・レスポールの廉価モデル。

## 概要
高価なレスポールのスチューデントモデル(入門用)として1954年に発売される。
モデル名が"レスポール"であり、ボディ・シェイプも他のレスポールと同様であるにもかかわらず、ジュニアの開発にレス・ポールは関与していない(レスポール・スペシャルも同様)。
スタンダードやカスタムと比較すると軽く、扱いやすいとされる。
ピックアップはドッグイヤーのP-90が1つのみで、コントロールもトーンとボリュームだけである。ポジション・マークはドット、プラスチックノブのクルーソン製3連ペグ、Gibsonロゴもデカール、マホガニー材のみのフラットトップとするなど、スタンダードやカスタムに比べてあらゆる面でコストダウンが図られている。
ジュニア、スペシャルの代表的なカラーであるライムド・マホガニー(通称・TVイエロー)は、発売当時白黒だったテレビ画面でも映えるため付けられた呼称である。他にサンバースト、チェリーレッドといったボディ色が有名。

### ダブルカッタウェイ
1958年頃にシングルカッタウェイからダブルカッタウェイに変更される。1960年にはレスポールが生産中止となり、ジュニアも製造が中止され、そのままSGスタイルへと移行する。
メイプルトップ＆マホガニーバックのスタンダードとは異なり、ボディはマホガニーのみであり、P-90を搭載したことにより得られる独特な音が評価され、ヴィンテージ市場でも高値で取引されている。1970年代以降には再生産が行われ、近年はカスタムショップでも製作している。

## 仕様

### ピックアップ
ドッグイヤータイプのP-90をリアポジションに1基のみ搭載。1990年代の個体にはP-100を搭載した物も存在する。

### ブリッジ
ラップアラウンドタイプのバーブリッジを搭載。1990年代の個体にはチューン・O・マチックの物も存在する。

### ボディ
ボディ材はマホガニー。スタンダードやカスタムはボディ表面がなだらかに盛り上がったアーチ・トップだが、ジュニアでは平らなフラット・トップとなっている。

## 著名な使用者
ロックンロール、パンクといったジャンルに使用者が多い。
- レスリー・ウェスト(マウンテン)
- キース・リチャーズ(ローリング・ストーンズ)
- ジョニー・サンダース(ニューヨーク・ドールズ)
- ビリー・ジョー・アームストロング(グリーン・デイ)
- ジョン・レノン(ビートルズ)